# Collatia

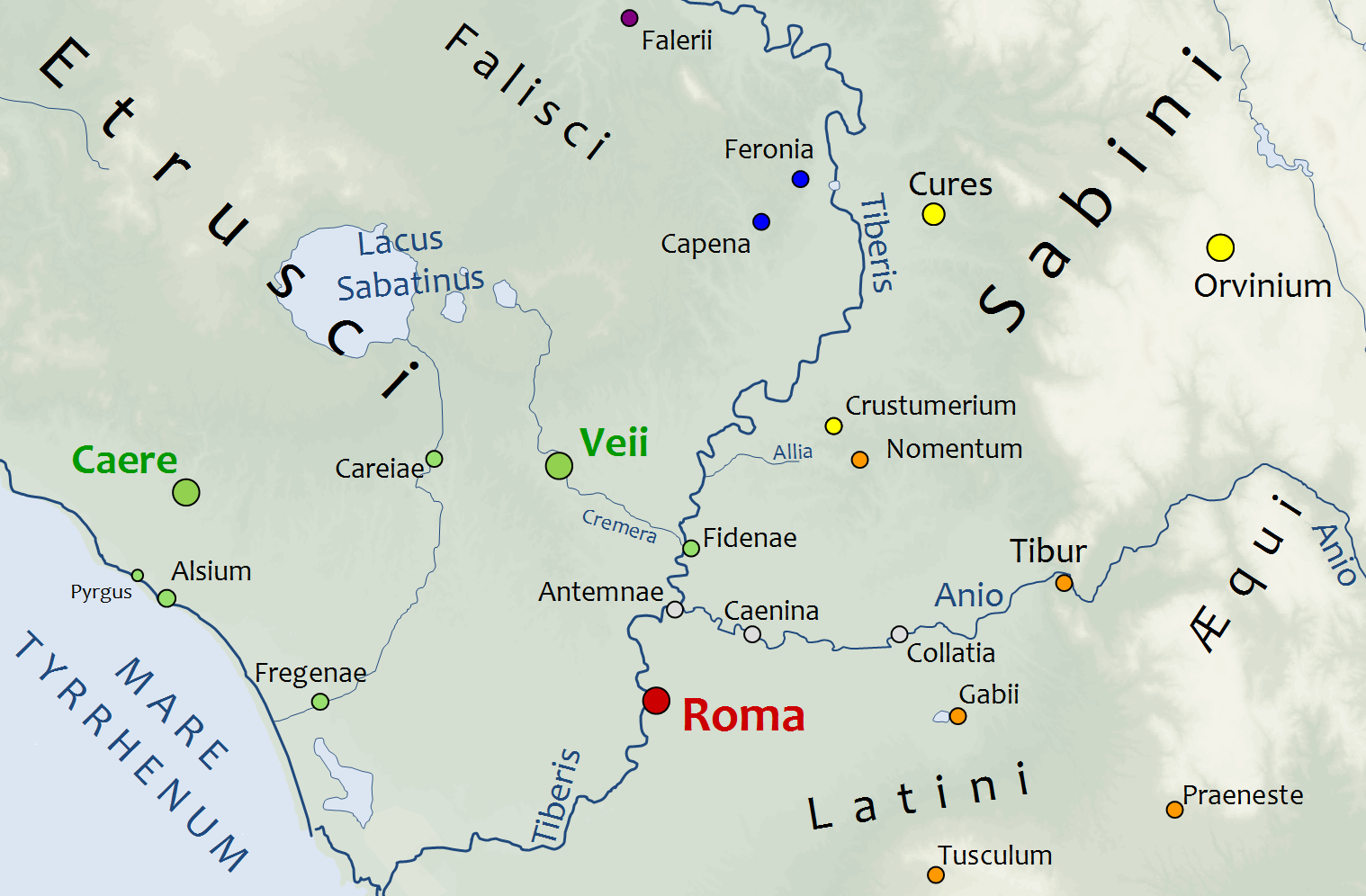
Posizione di Collatia nel Latium vetus.

Collatia fu una città del Latium vetus nei pressi di Roma, termine dell'antica via Collatina, che recenti indagini archeologiche localizzano nella zona della Rustica.

## Storia
Collatia è collocata da Strabone a circa trenta stadi dall'antica Roma e viene citata tra le antiche città del Lazio ridotte all'epoca dell'autore a semplici villaggi o tenute agricole.
Secondo la tradizione sarebbe stata una colonia di Alba Longa, fondata dal re latino Silvio, discendente di Enea.
Nel racconto di Tito Livio la città fu tolta ai Sabini dal re Tarquinio Prisco, che la fece governare da suo nipote Egerio. Qui nacque Lucio Tarquinio Collatino, primo console di Roma insieme a Lucio Giunio Bruto, e marito di Lucrezia, che proprio a Collatia si suicidò, per aver dovuto cedere con le minacce alle richieste amorose di Sesto Tarquinio, figlio di Tarquinio il Superbo. Fu agli abitanti di Collatia che Bruto rivolse un accorato appello perché si ribellassero alla tirannia dei Tarquini, prima di ripetere lo stesso appello ai Romani.
Il grammatico romano Sesto Pompeo Festo ci ha lasciato due interessanti informazioni sull'antica Conlatia, città già scomparsa ai suoi tempi. La prima è che si chiamava così perché era il luogo in cui nel passato si era usato portare e raccogliere (dal latino conferre, "raccogliere") le risorse e le vestigia di altre città della zona abbandonate. La seconda è che la via Conlatina partiva originariamente dall'antica porta Conlatina nelle mura di Roma, anch'essa ormai scomparsa.

## Sito archeologico
In passato si ipotizzava che Collatia corrispondesse all'attuale località di Lunghezza, a est di Roma, dove sorge un castello a guardia del fiume Aniene.
Il sito esatto della città è stato poi identificato, secondo la Soprintendenza archeologica, nei pressi del quartiere della Rustica. Qui sono stati ritrovati tratti di mura in blocchi squadrati di tufo, databili fra l'età tardo arcaica e repubblicana, oltre alle 418 tombe a fossa portate alla luce nel 2009. L'area di questi scavi è tra via Costi, via Amarilli, via Naide e via Nerina, nel parco Fabrizio Montagna.
Dal dicembre del 2015 alcuni tra i più importanti reperti di questa campagna di scavi sono esposti in una nuova sala del Museo nazionale romano.